# چوی جونگ وو (بازیگر، زاده ۱۹۹۵)
چوی جونگ وو (کره‌ای: 최정우؛ زادهٔ ۲۹ مارس ۱۹۹۵) بازیگر و مدل اهل کره جنوبی است.

## فیلم‌شناسی

### مجموعه تلویزیونی
| سال  | عنوان                   | نقش            | منابع |
| ---- | ----------------------- | -------------- | ----- |
| ۲۰۱۷ | تو خیلی زیادی           | جونگ وو        | [ ۲ ] |
| ۲۰۱۸ | هشدار عشق               | چوی کیونگ جونگ | [ ۳ ] |
| ۲۰۲۰ | بیگ پیکچر هاوس          | ها جه جین      | [ ۴ ] |
| ۲۰۲۰ | باد، ابر و باران        | چه این کیو     | [ ۵ ] |
| ۲۰۲۰ | اگه می‌تونی خیانت کن     | دوست گو می ره  | [ ۶ ] |
| ۲۰۲۱ | در دوردست، بهار سبز است | هونگ چان کی    | [ ۷ ] |
| ۲۰۲۲ | معشوقه جینکس            | سون دونگ شیک   | [ ۸ ] |
| ۲۰۲۳ | اعداد                   | یانگ جه هوان   | [ ۹ ] |

### مجموعه اینترنتی
| سال  | عنوان                       | نقش         | منابع  |
| ---- | --------------------------- | ----------- | ------ |
| ۲۰۱۹ | I Started Following Romance | جون سونگ جه | [ ۱۰ ] |
| ۲۰۲۰ | اکس‌اکس                      | اکس جایدن   | [ ۱۱ ] |
| ۲۰۲۴ | خرپول و کارآگاه             | بو ری       | [ ۱۲ ] |